# 모리타 준페이
모리타 준페이(일본어: 森田 順平, 1954년 8월 1일 ~ )는 일본의 성우이다.

## 약력
- 배우로는 각종 대하사극에 자주 출연하며 특촬물에도 상당수 출연했다. 특히 굉굉전대 보우켄저에서는 창조왕 류온의 목소리 및 인간체 배우로도 출연.

## 출연작

### 극장판
- 2024년 극장판 짱구는 못말려: 우리들의 공룡일기 - 타카쿠라 분타